# Chorthippus reissingeri
Chorthippus reissingeri är en insektsart som beskrevs av Carl Otto Harz 1972. Chorthippus reissingeri ingår i släktet Chorthippus och familjen gräshoppor. Inga underarter finns listade i Catalogue of Life.